# 坎珀當 (丹地)
坎珀當是位於蘇格蘭邓迪西部的地方，以坎珀當郊野公園著名。
坎珀當一名是來自荷蘭北部的一條村莊坎佩杜因，這是由於亚当·邓肯在1797年10月11日坎珀当海战中擊敗荷蘭艦隊，於是他以這海戰替其住處取代坎珀當大屋（Camperdown House）此地因而得名坎珀當。

## 坎珀當郊野公園

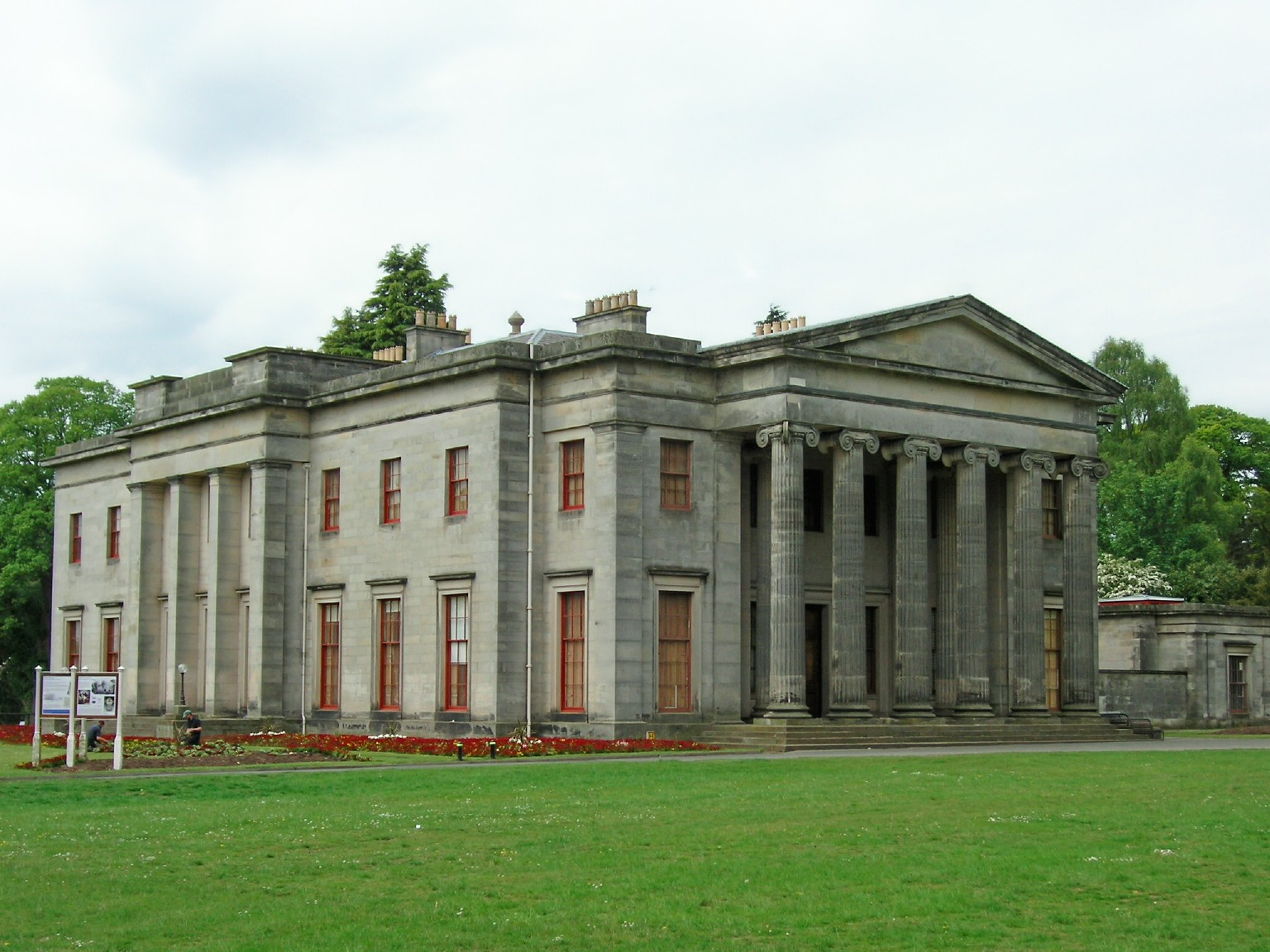
坎珀當大屋

坎珀當郊野公園，或稱坎珀當公園，是位於丹地的公眾公園。公園內有坎珀當大屋，野生動物中心及其它康樂設施，是丹地最大的公園，佔地約1.6平方公里，離市中心約5公里，園內有超過190種生物。